# Fibrado tangente

Informalmente, o fibrado tangente de uma variedade (neste caso um círculo) é obtido por considerar-se todos os espaços tangentes (em cima), e reuní-los de forma diferenciável e sem sobreposição (em baixo).

Em matemática, o fibrado tangente de uma variedade diferenciável M é a união disjunta de todos os espaços tangentes de M. Em símbolos,
{\displaystyle TM=\bigsqcup _{p\in M}T_{p}M=\bigcup _{p\in M}\left\{p\right\}\times T_{p}M.}
onde {\displaystyle T_{p}M} denota o espaço tangente de {\displaystyle M} no ponto {\displaystyle p\in M}. Um elemento de {\displaystyle TM}  pode ser pensado como um par {\displaystyle (p,v):p\in M,~v\in T_{p}M}. Assim, existe uma projeção natural
{\displaystyle \pi :TM\to M,\pi (p,v):=p\in M.}

## Construção do fibrado tangente via classes de equivalências
Seja {\displaystyle M^{n}} uma variedade suave de dimensão {\displaystyle n}. Fixe um altas maximal {\displaystyle {\mathcal {A}}} em {\displaystyle M}. Para cada {\displaystyle p\in M}, considere o conjunto {\displaystyle I_{p}:=\bigcup _{U}U\times \mathbb {R} ^{n},\varphi :U\to \mathbb {R} ^{n}}, onde {\displaystyle (U,\varphi )\subset {\mathcal {A}}:p\in U}. Introduzimos em {\displaystyle I_{p}} a seguinte relação de equivalência: sejam {\displaystyle U,V} tais que {\displaystyle p\in U\cap V}. Então, {\displaystyle (p,v)\sim (p,w)\Leftrightarrow d\varphi _{U}\circ \circ \varphi _{V}^{-1}(v)=w}. O espaço das classes de equivalência por essa relação coincide com o espaço tangente a {\displaystyle p\in M}. Assim, o fibrado tangente associado a {\displaystyle M} é obtido como espaço das classes da relação definida em  {\displaystyle \bigcup _{p}I_{p}} por: {\displaystyle (U,p,v)\sim (V,q,w)\Leftrightarrow p=q,d\varphi _{U}\circ \varphi _{V}^{-1}(v)=w.}